# HD 77361
HD 77361，又名CD-26 6647，SAO 176833、HR 3597，是一颗恒星，视星等为6.2，位于銀經252.26，銀緯12.83，其B1900.0坐标为赤經8h 56m 51.1s，赤緯-26° 12.83′ 13″。